# Desa Lubangbuaya
Desa Lubangbuaya är en administrativ by i Indonesien.   Den ligger i provinsen Jawa Barat, i den västra delen av landet, 26 km sydost om huvudstaden Jakarta.